# Dych-Tau
Dych-Tau (även Dychtau) är ett berg i Kabardinien-Balkarien i sydvästra Ryssland. Berget är beläget ungefär 5 kilometer norr om gränsen till Georgien. Det är med 5204 meter det näst högsta berget i Europa, efter Elbrus.